# Son Cladera
Son Cladera es un barrio del Distrito Levante de Palma de Mallorca, en España.
Está delimitado por los barrios de Son Oliva, Son Rullán, Virgen de Lluch, El Vivero, El Rafal Viejo, Son Fortesa y el término municipal de Marrachí. Su nombre proviene de la antigua finca situada donde hoy está el barrio.
El barrio de Son Cladera surgió entre los años 1964 y 1966 como un suburbio de la ciudad. Anteriormente ya se habían construido varias casas en la zona (Can Roses).
La urbanización del barrio está compuesta por grandes bloques de pisos de forma ortogonal, idénticos y distribuidos de forma regular. La falta de actividad económica en la zona ha hecho que se consolide como barrio dormitorio, situado entre la Autovía Ma-13 y las vías del tren.

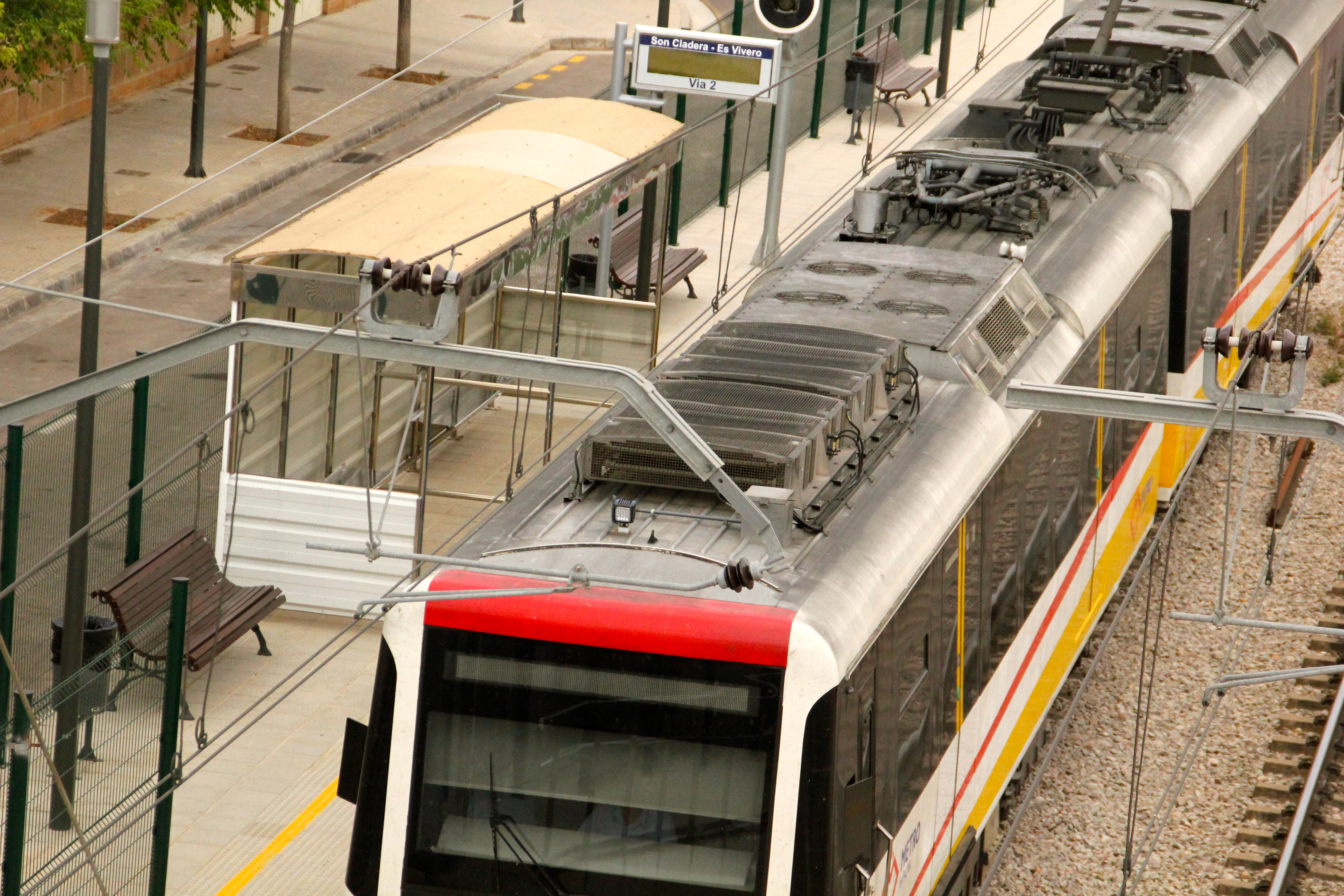
Estación Son Cladera-El Vivero

El barrio es recorrido por la línea 10 de autobuses de la EMT, así como por la línea M2 de SFM
Cuenta con un equipo de fútbol llamado Son Cladera Club de Fútbol.